# Rosetta (film)
Rosetta – belgijsko-francuski dramat filmowy z 1999 roku w reżyserii i według scenariusza braci Dardenne. Zdjęcia kręcono w Walonii (m.in. w Seraing). Film był oficjalnym belgijskim kandydatem do Oscara dla najlepszego filmu nieanglojęzycznego, ale ostatecznie nie zdobył nominacji.

## Fabuła
Historia nastolatki mieszkającej na placu kempingowym wraz z matką-alkoholiczką. Dziewczyna próbuje za wszelką cenę uwolnić się od dysfunkcyjnej rodzicielki i desperacko stara się utrzymać swoją pracę. Gdy dowiaduje się o nieprzedłużeniu jej zatrudnienia, Rosetta wdaje się w bójkę ze swoim kierownikiem i musi opuścić miejsce pracy pod eskortą policji. Dziewczyna znajduje tymczasowe zatrudnienie na stoisku z goframi.

## Obsada
- Émilie Dequenne – Rosetta
- Fabrizio Rongione – Riquet
- Anne Yernaux – matka
- Olivier Gourmet – szef
- Bernard Marbaix – kierownik pola kempingowego
- Thomas Gollas – partner matki[2]